# Лейтон, Хосе
Хосе Мартин Лейтон Родригес (исп. José Martín Leitón Rodríguez; род. 6 августа 1993, Моравия, Коста-Рика) — коста-риканский футболист, полузащитник клуба «Мунисипаль Гресия» и сборной Коста-Рики.

## Клубная карьера
Лейтон — воспитанник клуба «Уругвай де Коронадо». В матче против «Лимона» он дебютировал в чемпионате Коста-Рики. В 2015 году Хосе на правах аренды играл за «Пунтаренас». После её окончания он вернулся в «Уругвай де Коронадо». 20 марта 2016 года в поединке против «Перес-Селендон» Хосе забил свой первый гол за клуб. Летом того же года Лейтон перешёл в «Эредиано». 18 сентября в матче против «Перес-Селедон» он дебютировал за новую команду. 22 января 2017 года в поединке против «Алахуэленсе» Хосе забил свой первый гол за «Эредиано». В своём дебютном сезоне он помог команде выиграть чемпионат.
10 августа 2017 года Лейтон на правах аренды перешёл в американский «Миннесота Юнайтед». 9 сентября в матче против «Филадельфия Юнион» он дебютировал в MLS, заменив Сэма Николсона на 75-й минуте. 10 марта 2018 года «Миннесота Юнайтед» поместил Лейтона в список отказов.
В начале 2020 года Лейтон перешёл в «Мунисипаль Гресия».
В июле 2020 года Лейтон перешёл в «Гуадалупе».
22 декабря 2020 года Лейтон вернулся в «Гресию».

## Международная карьера
В 2017 году Лейтон стал бронзовым призёром Золотого кубка КОНКАКАФ. 23 июля в полуфинальном матче против сборной США он дебютировал за сборную Коста-Рики.

## Достижения
Командные
 «Эредиано»
- Чемпион Коста-Рики — верано 2017, апертура 2018, апертура 2019
- Победитель Лиги КОНКАКАФ — 2018

Международные
 Коста-Рика
- Золотой кубок КОНКАКАФ — 2017